# Djupranen
Djupranen är en bergstopp i Antarktis. Den ligger i Östantarktis. Norge gör anspråk på området. Toppen på Djupranen är 56 meter över havet.
Terrängen runt Djupranen är mycket platt. Trakten är obefolkad. Det finns inga samhällen i närheten.